# شیگری یاماتاکا
شیگری یاماتاکا (انگلیسی: Shigeri Yamataka؛ ۱ ژانویهٔ ۱۸۹۹ – ۱ ژانویهٔ ۱۹۷۷) روزنامه‌نگار، و سیاستمدار اهل ژاپن بود. وی یکی از افراد کلیدی در ایجاد حق رأی زنان در ژاپن بود.